# ŠK Borac Čačak
ŠK Borac Čačak, pełna nazwa Šahovski klub Borac Čačak – serbski klub szachowy z siedzibą w Čačaku, mistrz Jugosławii z 2001 roku.

## Historia
Klub został założony w 1938 roku. W 1950 roku klub zadebiutował w Prvej lidze Jugoslavije, jednak zajął wówczas ósme miejsce i spadł z ligi. Do pierwszej ligi jugosłowiańskiej Borac powrócił ponownie na jeden sezon w 1962 roku, zajmując wówczas trzecie miejsce we wschodniej grupie eliminacyjnej. Klub wrócił na najwyższy poziom rozgrywkowy po rozpadzie Jugosławii, w 1996 roku. Szachiści klubu uzyskali wówczas czwarte miejsce. Rok później klub był piąty, a w 1998 roku – trzeci. W 1999 roku zespół zajął dwunaste miejsce w lidze, a w 2000 roku – czwarte. Sezon 2001 zespół zakończył mistrzostwem kraju. Kadrę drużyny stanowili wówczas: Miroslav Marković, Aleksiej Aleksandrow, Miroslav Tošić, Dušan Rajković, Robert Markuš, Dragan Paunović, Slaviša Marinković, Ivan Marinković i Kirił Georgiew. W 2002 roku klub zakończył rozgrywki ligowe na trzecim miejscu. W 2003 roku Borac nie przystąpił do rozgrywek Prvej saveznej ligi Srbije i Crne Gore.

## Arcymistrzowie w historii klubu
Źródło: OlimpBase
- Aleksiej Aleksandrow
- Dragan Barlov
- Kirił Georgiew
- Miroslav Marković
- Dušan Rajković
- Aleksa Striković
- Miodrag Todorčević
- Goran M. Todorović
- Miroslav Tošić